# Artur Tabor

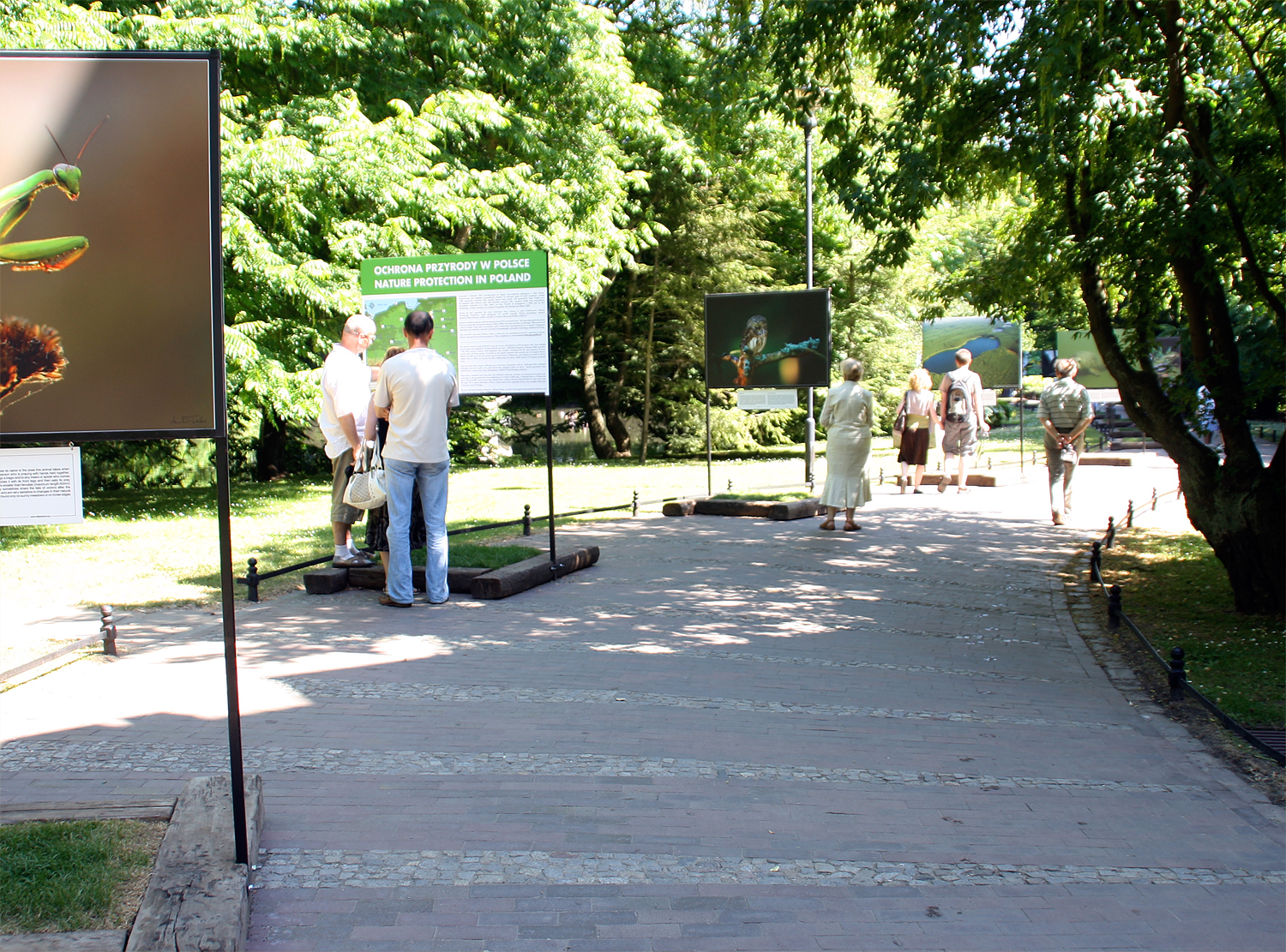
Ausstellung Wild Poland. Natural Heritage of Europe im Oliwa-Park in Gdańsk

Artur Tabor (* 1968 in Radom; † 2. Juli 2010 in der Mongolei) war ein bekannter polnischer Naturfotograf und Dokumentarfilmer.
Tabor absolvierte die Akademia Podlaska in Siedlce. Nach seiner Ausbildung widmete er sich der Wildbeobachtung und Naturfotografie mit einem Schwerpunkt auf der Region Podlachien. Sein erster Bildband trug den Titel Bug. Nadbużańskie Podlasie. Tabor publizierte in zahlreichen polnischen Zeitschriften und wurde international beachtet, so etwa durch Veröffentlichungen in National Geographic sowie Auszeichnungen bei nationalen und internationalen Fotowettbewerben. 2002 wurde sein Bild „Moorfrösche kämpfen um ein Weibchen“ von der International Federation of Wildlife Photography ausgezeichnet und beim Wettbewerb Europäischer Naturfotograf des Jahres 2002 lobend erwähnt. Sein Foto „Tanz in der Morgendämmerung“ gewann den Wettbewerb „Glanzlichter 2005“.
Seit 1998 beschäftigte er sich mit Filmaufnahmen; sein erster Naturfilm Podlaski Przełom Bugu erschien 2001 und wurde 2002 auf einem polnischen Naturfilmfestival ausgezeichnet. Weitere Dokumentarfilme folgten. Eines seiner letzten Projekte war die Ausstellung Wild Poland. Natural Heritage of Europe, die europaweit gezeigt wurde.
Am 2. Juli 2010 starb Tabor während einer Reise in der Mongolei.

## Bildbände (Auswahl)
- Wisła. Krołowa Rzek (dt. „Weichsel. Königin der Flüsse“). Verlag Gondwana, 2009
- Bug. Pejzaż nostalgiczny (dt. „Bug. Nostalgische Landschaft“). Verlag Gondwana, 2008 ISBN  978-8392036678
- Sowy Polski (dt. „Die Eulen Polens“), Texte von Artur Gaweł, Grzegorz Grzywaczewski, Romuald Mikusek, Przemysław Stachyra, Paweł Szczepaniak. Verlag Winkowski Sp. z o.o. 2006